# 노래하는 시절
"노래하는 시절"은 한국에서 제작된 안종화 감독의 1930년 영화이다. 윤봉춘 등이 주연으로 출연하였고 박윤수 등이 제작에 참여하였다.

## 출연

### 주연
- 윤봉춘
- 성춘경
- 김명순
- 이애련